# Pierre d'Orléans (architecte)
Pour les articles homonymes, voir Pierre d'Orléans.
Pierre d'Orléans (ou Dorléans) est un architecte français né à Sceaux (actuel département des Hauts-de-Seine) le 23 octobre 1740 et mort le 15 février 1785,.

## Biographie
Pierre d'Orléans fut inscrit à l'Académie royale d'architecture parmi les élèves de Perronet et y obtint trois fois le second prix, en 1762, 1764 et 1766 avant de remporter le grand prix en 1767 (sujet : « une douane pour une très grande ville »).
« Hormis ses beaux dessins académiques, nous connaissons peu de choses de sa carrière. »

## Réalisations et principaux projets
- En 1776, le maître-maçon Guyot déposa devant la chambre des Bâtiments le projet très complet d'un pavillon à édifier rue du Montparnasse à Paris (6e arrondissement)[4]. Guyot, qui en était propriétaire, le loua successivement à M. de Sinéty puis à M. Frotier de La Coste. Le pavillon a été gravé sous les noms de ces gentilshommes avec attribution à Pierre d'Orléans[3]. Il subsiste dans l'enceinte du collège Stanislas mais a perdu son décor originel comprenant une statue de Silène  et un bas-relief profane qui représentait Bacchus sur un char[5]. Le portique formé d'une collonade est inscrit à l'inventaire supplémentaire des Monuments historique par arrêté du 22 février 1926 ; inscription étendue aux façades et toitures par un second arrêté du 16 mars 1966[6]

- Le musée de l'Ile-de-France possède de Pierre d'Orléans un projet de cascade pour le parc de Sceaux[3].

### Sources
- Michel Gallet, Les Architectes parisiens du XVIIIe siècle : Dictionnaire biographique et critique, Paris, Éditions Mengès, 1995, 494 p. (ISBN 2-8562-0370-1)